# Jumeirah Group
Jumeirah Hotels and Resorts es una cadena de hoteles de lujo emiratí. El Jumeirah Group fue fundado en 1997 y en 2004 pasó a formar parte del Dubai Holding, que es la cartera personal de inversiones corporativas del jeque Mohammed bin Rashid Al Maktoum. El golfista profesional Rory McIlroy fue el embajador global de la empresa desde 2007 hasta 2012.

## Propiedades de Jumeirah
Las actividades de Jumeirah incluyen la gestión del parque acuático Wild Wadi, de la marca de spa Talise y de Jumeirah Restaurants (la división de restaurantes de la empresa). También gestiona The Emirates Academy of Hospitality Management y Jumeirah Hospitality. Sus hoteles son los siguientes:
Oriente Próximo
- Burj Al Arab Jumeirah, Dubái.
- Jumeirah Beach Hotel, Dubái.
- Jumeirah Emirates Towers Hotel, Dubái.
- Madinat Jumeirah, Dubái.
  - Incluye Al Qasr Hotel, Dar Al Masyaf Hotel, Mina A'Salam Hotel y Jumeirah Al Naseem.
- Jumeirah Creekside Hotel, Dubái.
- Jumeirah Zabeel Saray, Dubái.
- Jumeirah Living World Trade Centre, Dubái.
- Jumeirah Living Marina Gate, Dubái.
- Jumeirah at Saadiyat Island, Abu Dhabi.
- Jumeirah Messilah Beach Hotel & Spa, Kuwait.

Asia
- Jumeirah Olhahali Island, Maldivas.
- Jumeirah Himalayas Hotel, Shanghái.
- Jumeirah Guangzhou.
- Jumeirah Nanjing.
- Jumeirah Bali.

Europa
- Jumeirah Frankfurt.
- Jumeirah Puerto Sóller Hotel & Spa, Mallorca.
- Jumeirah Carlton Tower, Londres.
- Jumeirah Lowndes Hotel, Londres.
- Jumeirah Capri.